# Agios Johannis Chrysostomosklooster
Agios Johannis Chrysostomosklooster (Grieks: Μονή Άγιος Ιωάννης ο Χρυσόστομος) is een verlaten Cypriotisch-orthodox klooster op het door de Turken bezette noorden van Cyprus.
Het klooster is door de Turken leeggeroofd en staat er verlaten bij.
Bij het klooster heeft men zicht op de vlag van de Turkse Republiek Noord-Cyprus die door de Turken op de berg is aangebracht.

## Afbeeldingen van het Agios Johannis Chrysostomosklooster

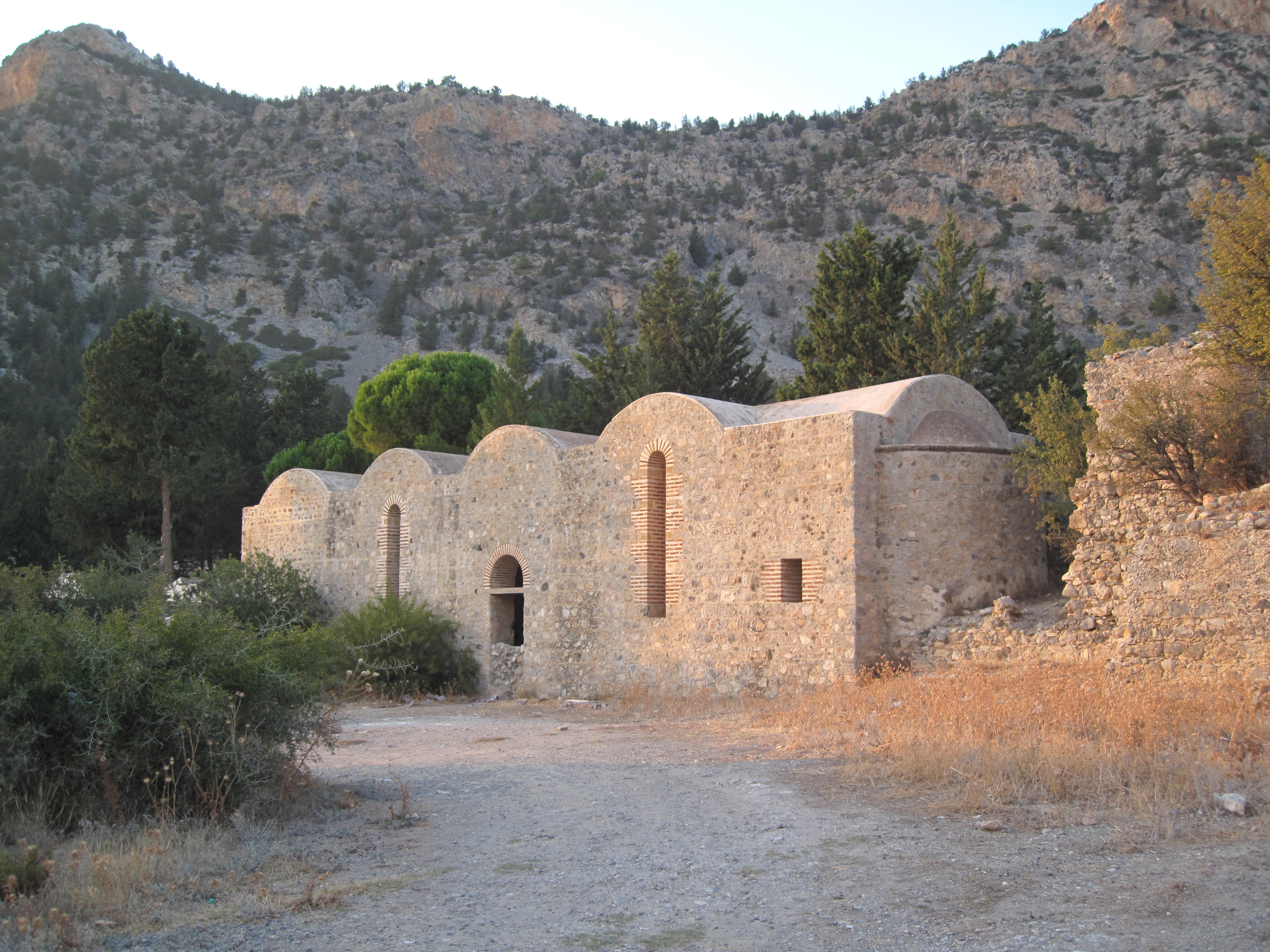
De zijkant van het klooster
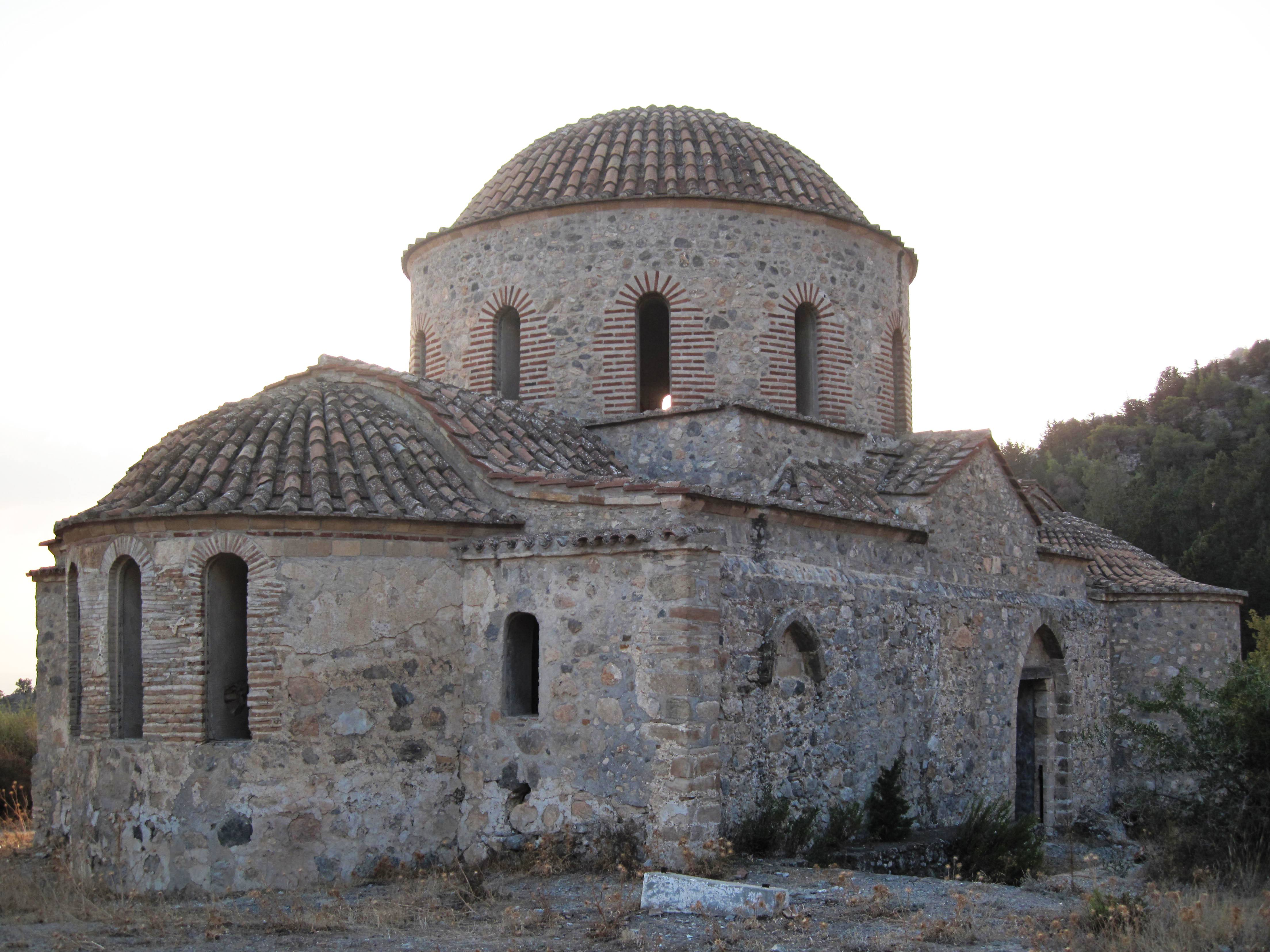
De ingang van het klooster
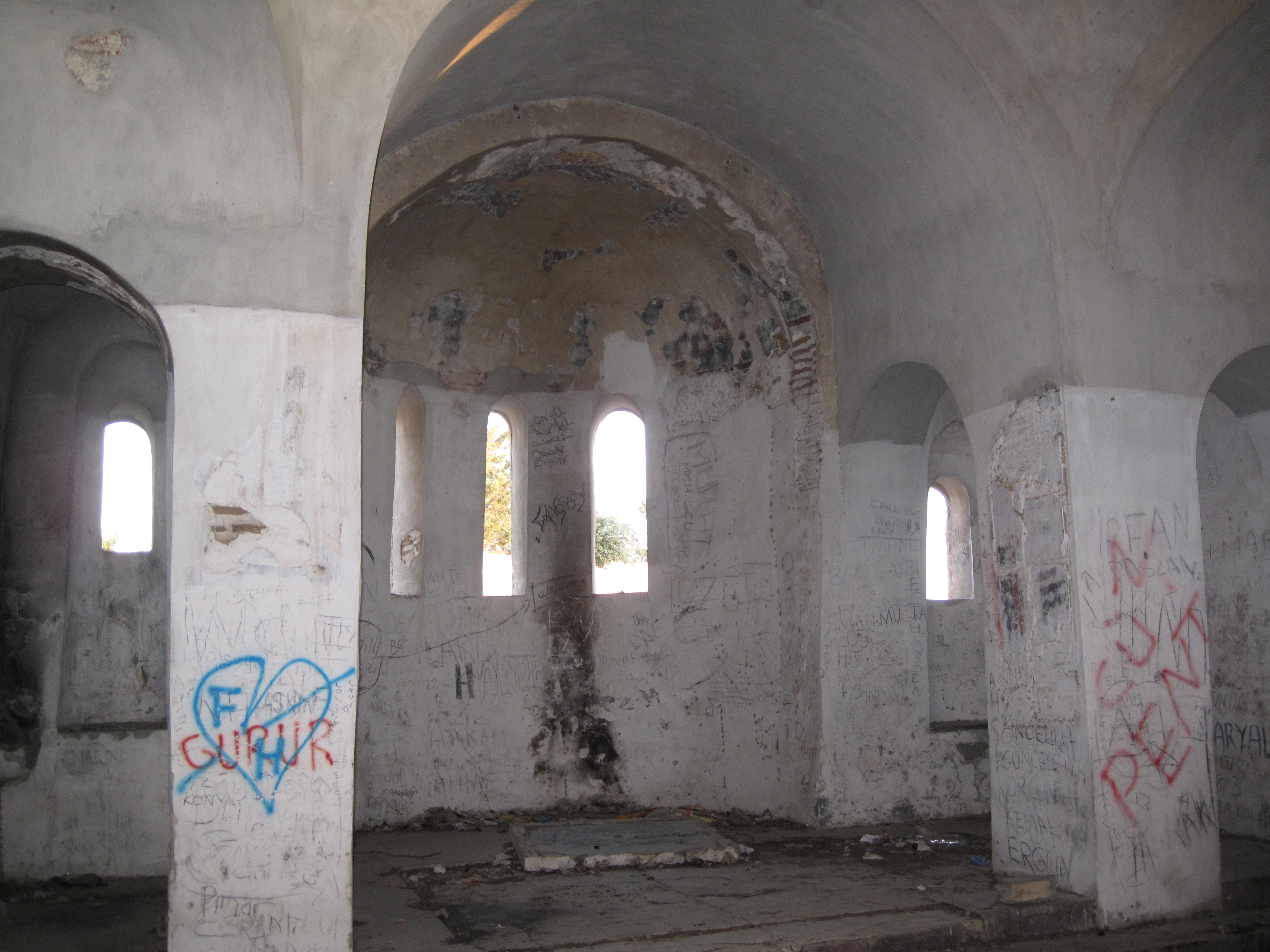
Binnen het leeggeroofde klooster
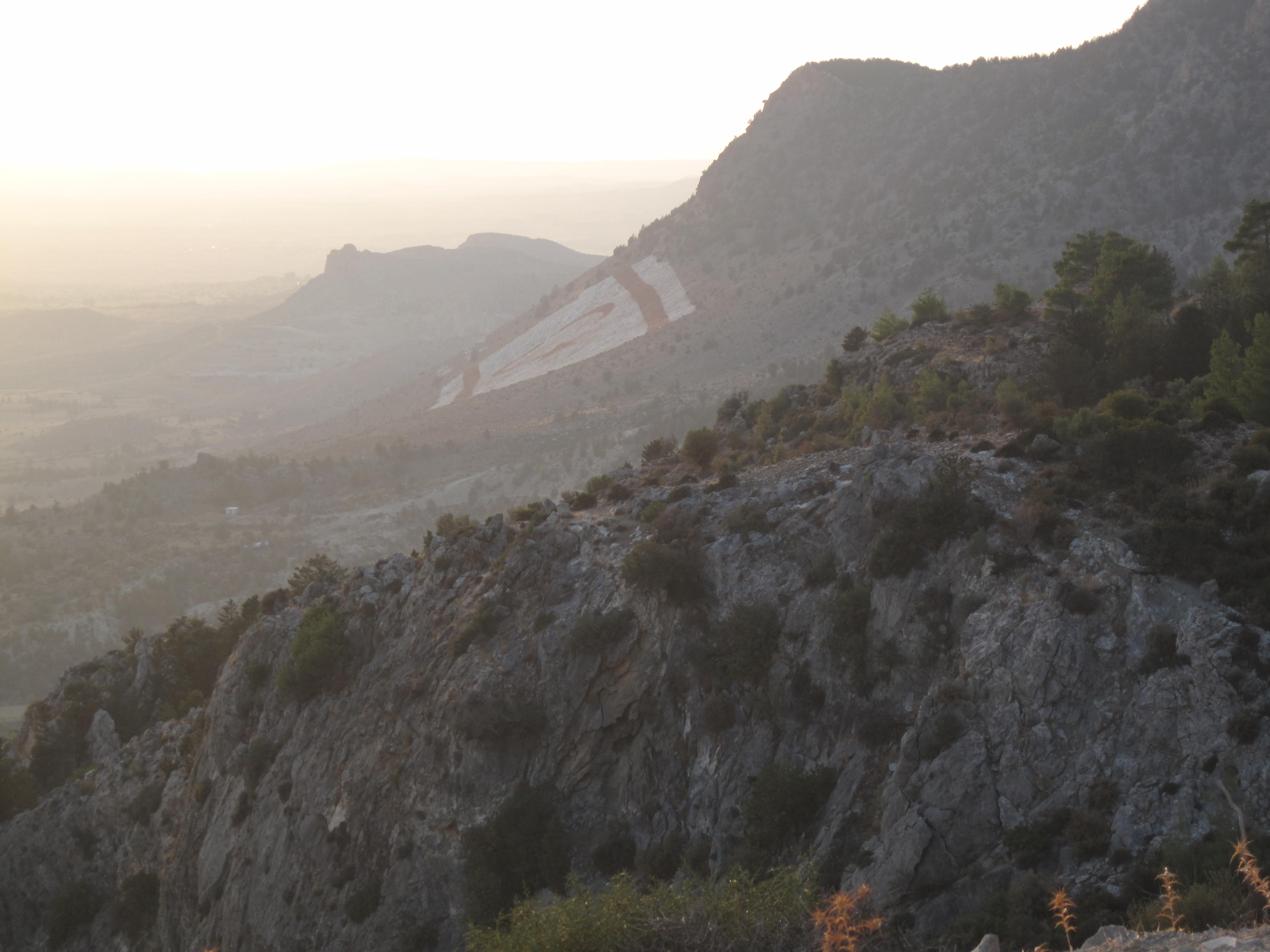
De vlag te zien vanaf het klooster
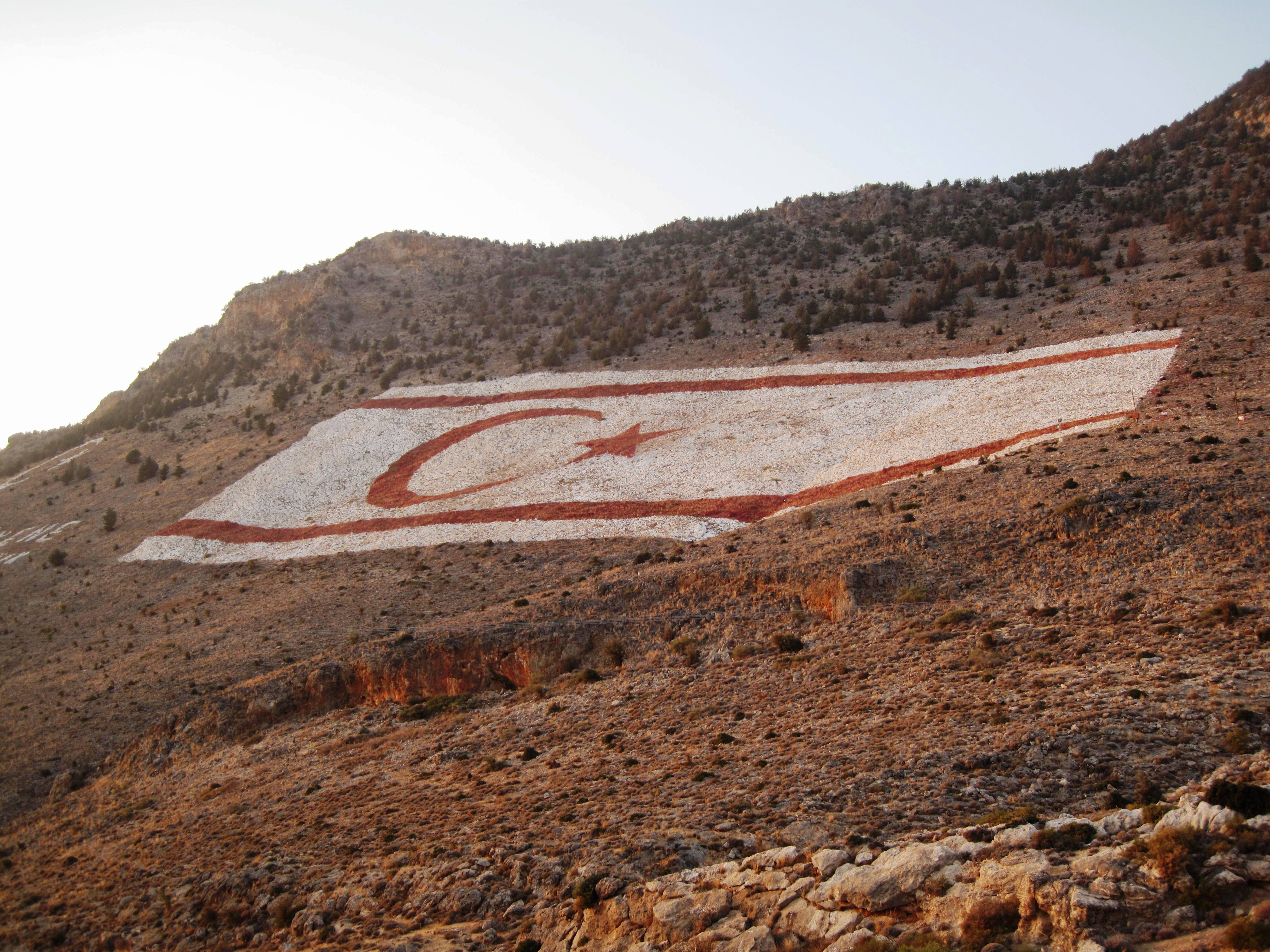
De vlag dichtbij